# Satchelliella omogoensis
Satchelliella omogoensis är en tvåvingeart som först beskrevs av Tokunaga och Komyo 1954.  Satchelliella omogoensis ingår i släktet Satchelliella och familjen fjärilsmyggor. Inga underarter finns listade i Catalogue of Life.